# 1. česká hokejová liga 2010/2011
1. česká hokejová liga v sezóně 2010/2011 byla 18. ročníkem samostatné druhé nejvyšší české soutěže v ledním hokeji. Z 2. české hokejové ligy do ní postoupily HC Stadion Litoměřice a IHC Komterm Písek.

## Systém soutěže
Šestnáctka účastníků se nejprve utkala dvoukolově každý s každým doma a venku (30 kol). Následně se týmy rozdělily na dvě skupiny na 1. až 8. a 9. až 16. tým. Ty spolu pak hrály mezi sebou každý s každým (14 kol). Základní část tak tedy měla 44 kol.
Do play-off postoupilo 12 týmů, přičemž nejlepší 4 celky postoupily přímo do čtvrtfinále, ostatní hrály předkolo o zbylá 4 místa ve čtvrtfinále. Předkolo se hrálo na 3 vítězná utkání. Čtvrtfinále, semifinále a finále se hrálo na 4 vítězná utkání. Vítěz finále si vybojoval právo na účast v baráži o postup do extraligy, ve které se v sérii na 4 vítězné zápasy utkal s posledním týmem čtyřčlenné skupiny play-out extraligy (skupinu play out tvořily týmy, které se umístily po základní části extraligy na jedenácté až čtrnácté pozici).
Celky, které skončily na 15. a 16. místě hrály se 3 vítězi 2. ligy baráž o 1. ligu .

## Tabulka po základní části
| Vysvětlivka        |
| ------------------ |
| II.část skupina A  |
| II.části skupina B |

| Poř. | Tým                      | Z  | V  | VP | R | PP | P  | Skóre  | B  |
| ---- | ------------------------ | -- | -- | -- | - | -- | -- | ------ | -- |
| 1.   | KLH Chomutov             | 30 | 16 | 4  | 0 | 7  | 3  | 99:68  | 63 |
| 2.   | HC Slovan Ústečtí Lvi    | 30 | 14 | 8  | 0 | 4  | 4  | 104:62 | 62 |
| 3.   | HC Dukla Jihlava         | 30 | 16 | 3  | 0 | 2  | 9  | 84:65  | 56 |
| 4.   | HC VCES Hradec Králové   | 30 | 15 | 2  | 0 | 3  | 10 | 94:93  | 52 |
| 5.   | HC Olomouc               | 30 | 14 | 3  | 0 | 2  | 11 | 77:68  | 50 |
| 6.   | HC Berounští Medvědi     | 30 | 13 | 4  | 0 | 2  | 11 | 68:74  | 49 |
| 7.   | HC Rebel Havlíčkův Brod  | 30 | 12 | 2  | 0 | 5  | 11 | 104:99 | 45 |
| 8.   | Orli Znojmo              | 30 | 12 | 3  | 0 | 3  | 12 | 79:83  | 45 |
| 9.   | HC Vrchlabí              | 30 | 11 | 1  | 0 | 6  | 12 | 69:81  | 41 |
| 10.  | SK Kadaň                 | 30 | 12 | 2  | 0 | 1  | 15 | 86:72  | 41 |
| 11.  | SK Horácká Slavia Třebíč | 30 | 10 | 3  | 0 | 5  | 12 | 78:85  | 41 |
| 12.  | HC Benátky nad Jizerou   | 30 | 10 | 4  | 0 | 2  | 14 | 81:87  | 40 |
| 13.  | HC Tábor                 | 30 | 9  | 4  | 0 | 4  | 13 | 73:90  | 39 |
| 14.  | HC Chrudim               | 30 | 7  | 3  | 0 | 6  | 14 | 86:104 | 33 |
| 15.  | HC Stadion Litoměřice    | 30 | 6  | 6  | 0 | 3  | 15 | 67:100 | 33 |
| 16.  | IHC KOMTERM Písek        | 30 | 7  | 4  | 0 | 1  | 18 | 65:83  | 30 |

## Konečná tabulka II.části A
| Vysvětlivka                          |
| ------------------------------------ |
| Přímý postup do čtvrtfinále play off |
| Postup do předkola play off          |

| Poř. | Tým                     | Z  | V  | VP | R | PP | P  | Skóre   | B  |
| ---- | ----------------------- | -- | -- | -- | - | -- | -- | ------- | -- |
| 1.   | HC Slovan Ústečtí Lvi   | 44 | 23 | 9  | 0 | 5  | 7  | 160:94  | 92 |
| 2.   | KLH Chomutov            | 44 | 24 | 5  | 0 | 8  | 7  | 151:113 | 90 |
| 3.   | HC Dukla Jihlava        | 44 | 22 | 5  | 0 | 3  | 14 | 129:100 | 79 |
| 4.   | HC Olomouc              | 44 | 20 | 5  | 0 | 5  | 14 | 122:103 | 75 |
| 5.   | HC Rebel Havlíčkův Brod | 44 | 18 | 3  | 0 | 7  | 16 | 155:147 | 67 |
| 6.   | Orli Znojmo             | 44 | 17 | 6  | 0 | 3  | 18 | 124:142 | 66 |
| 7.   | HC VCES Hradec Králové  | 44 | 17 | 4  | 0 | 5  | 18 | 130:150 | 64 |
| 8.   | HC Berounští Medvědi    | 44 | 14 | 5  | 0 | 5  | 20 | 96:121  | 57 |

## Konečná tabulka II.části B
| Vysvětlivka                  |
| ---------------------------- |
| Postup do předkola play off  |
| Sezóna pro daný tým skončila |
| Účastník baráže o 1. ligu    |

| Poř. | Tým                      | Z  | V  | VP | R | PP | P  | Skóre   | B  |
| ---- | ------------------------ | -- | -- | -- | - | -- | -- | ------- | -- |
| 1.   | HC Vrchlabí              | 44 | 16 | 4  | 0 | 8  | 16 | 111:119 | 64 |
| 2.   | SK Horácká Slavia Třebíč | 44 | 16 | 5  | 0 | 6  | 17 | 123:123 | 64 |
| 3.   | HC Benátky nad Jizerou   | 44 | 15 | 5  | 0 | 7  | 17 | 121:124 | 62 |
| 4.   | SK Kadaň                 | 44 | 17 | 3  | 0 | 3  | 21 | 127:113 | 60 |
| 5.   | HC Stadion Litoměřice    | 44 | 12 | 9  | 0 | 5  | 18 | 114:136 | 59 |
| 6.   | HC Tábor                 | 44 | 12 | 7  | 0 | 6  | 19 | 108:134 | 56 |
| 7.   | HC Chrudim               | 44 | 13 | 5  | 0 | 6  | 20 | 121:143 | 55 |
| 8.   | IHC KOMTERM Písek        | 44 | 12 | 4  | 0 | 2  | 26 | 94:124  | 46 |

## Hráčské statistiky základní části

### Kanadské bodování
Toto je konečné pořadí hráčů podle dosažených bodů. Za jeden vstřelený gól nebo přihrávku na gól hráč získal jeden bod.
| Poř. | Hráč             | Tým                                          | Z  | G  | A  | B  | TM | +/- |
| ---- | ---------------- | -------------------------------------------- | -- | -- | -- | -- | -- | --- |
| 1.   | Tomáš Čachotský  | HC Dukla Jihlava                             | 44 | 22 | 26 | 48 | 42 | 13  |
| 2.   | Tomáš Urban      | HC Benátky nad Jizerou                       | 40 | 22 | 24 | 46 | 40 | 18  |
| 3.   | Oldřich Bakus    | HC Dukla Jihlava                             | 43 | 22 | 24 | 46 | 50 | 18  |
| 4.   | Vojtěch Němec    | HC Rebel Havlíčkův Brod                      | 38 | 16 | 29 | 45 | 68 | -2  |
| 5.   | Jaroslav Roubík  | HC VCES Hradec Králové HC Slovan Ústečtí Lvi | 43 | 22 | 22 | 44 | 10 | 6   |
| 6.   | Daniel Hodek     | HC Dukla Jihlava                             | 40 | 16 | 27 | 43 | 18 | 21  |
| 7.   | Lukáš Král       | HC Chrudim                                   | 44 | 13 | 29 | 42 | 14 | -16 |
| 8.   | Petr Jíra        | KLH Chomutov                                 | 42 | 18 | 22 | 40 | 34 | 18  |
| 9.   | Miroslav Třetina | HC Rebel Havlíčkův Brod                      | 33 | 18 | 21 | 39 | 32 | 6   |
| 10.  | Robin Hanzl      | HC Slovan Ústečtí Lvi                        | 42 | 13 | 26 | 39 | 20 | 7   |

### Hodnocení brankářů
Toto je konečné pořadí nejlepších deset brankářů.
| Poř. | Hráč              | Tým                      | Z  | MIN  | OG | PZ   | PS   | POG  | Úsp%  |
| ---- | ----------------- | ------------------------ | -- | ---- | -- | ---- | ---- | ---- | ----- |
| 1.   | Pavel Francouz    | SK Horácká Slavia Třebíč | 30 | 1835 | 59 | 939  | 998  | 1.93 | 94.09 |
| 2.   | Milan Řehoř       | HC Dukla Jihlava         | 38 | 2268 | 82 | 1161 | 1243 | 2.17 | 93.40 |
| 3.   | Šimon Hrubec      | IHC KOMTERM Písek        | 16 | 963  | 41 | 570  | 611  | 2.55 | 93.29 |
| 4.   | Vladislav Koutský | HC Stadion Vrchlabí      | 37 | 2100 | 82 | 1112 | 1194 | 2.34 | 93.13 |
| 5.   | Dominik Furch     | HC Berounští Medvědi     | 30 | 1778 | 76 | 1020 | 1096 | 2.56 | 93.07 |
| 6.   | Tomáš Závorka     | SK Kadaň                 | 25 | 1287 | 50 | 648  | 698  | 2.33 | 92.84 |
| 7.   | Jiří Stejskal     | HC Benátky nad Jizerou   | 36 | 1822 | 82 | 1028 | 1110 | 2.70 | 92.61 |
| 8.   | Jaroslav Jágr     | IHC KOMTERM Písek        | 23 | 1339 | 67 | 832  | 899  | 3.00 | 92.55 |
| 9.   | Filip Landsman    | HC Chrudim               | 35 | 1948 | 92 | 1132 | 1224 | 2.83 | 92.48 |
| 10.  | Miroslav Hanuljak | KLH Chomutov             | 28 | 1636 | 65 | 772  | 837  | 2.38 | 92.23 |

## Play off

### Předkolo
- HC Rebel Havlíčkův Brod - SK Kadaň 4 : 3 (PP) (0:0, 2:1, 1:2 - 1:0)
- HC Rebel Havlíčkův Brod - SK Kadaň 4 : 2 (1:0, 3:0, 0:2)
- SK Kadaň - HC Rebel Havlíčkův Brod 4 : 3 (PP) (0:0, 2:1, 1:2 - 1:0)
- SK Kadaň - HC Rebel Havlíčkův Brod 3 : 6 (1:1, 0:2, 2:3)
- Konečný stav série 3 : 1 pro HC Rebel Havlíčkův Brod

- Orli Znojmo - HC Benátky nad Jizerou 1 : 3 (1:2, 0:1, 0:0)
- Orli Znojmo - HC Benátky nad Jizerou 2 : 1 (PP) (0:0, 1:1, 0:0 - 1:0)
- HC Benátky nad Jizerou - Orli Znojmo 7 : 1 (3:1, 3:0, 1:0)
- HC Benátky nad Jizerou - Orli Znojmo 1 : 2 (0:1, 0:1 1:0)
- Orli Znojmo - HC Benátky nad Jizerou 5 : 1 (2:0, 1:0 2:1)
- Stav série 3 : 2 pro Orli Znojmo

- HC Berounští Medvědi - HC Vrchlabí 0 : 4 (0:1, 0:1, 0:2)
- HC Berounští Medvědi - HC Vrchlabí 3 : 2 (1:0, 1:1, 1:1)
- HC Vrchlabí - HC Berounští Medvědi 3 : 0 (1:0, 1:0, 1:0)
- HC Vrchlabí - HC Berounští Medvědi 3 : 0 (1:0, 0:0, 2:0)
- Konečný stav série 3 : 1 pro HC Vrchlabí

- HC VCES Hradec Králové - SK Horácká Slavia Třebíč 3 : 1 (1:1, 1:0, 1:0)
- HC VCES Hradec Králové - SK Horácká Slavia Třebíč 5 : 2 (0:0, 2:2, 3:0)
- SK Horácká Slavia Třebíč - HC VCES Hradec Králové 4 : 1 (2:0, 0:1, 2:0)
- SK Horácká Slavia Třebíč - HC VCES Hradec Králové 2 : 4 (0:2, 1:1, 1:1)
- Konečný stav série 3 : 1 pro HC VCES Hradec Králové

## Pavouk play off
|  | Čtvrtfinále             | Čtvrtfinále             |                       |   | Semifinále | Semifinále |  |  | Finále | Finále |
|  |                         |                         |                       |   |            |            |  |  |        |        |
|  |                         |                         |                       |   |            |            |  |  |        |        |
|  | HC Slovan Ústečtí Lvi   | 4                       |                       |   |            |            |  |  |        |        |
|  | HC Slovan Ústečtí Lvi   | 4                       |                       |   |            |            |  |  |        |        |
|  | HC Vrchlabí             | 2                       |                       |   |            |            |  |  |        |        |
|  | HC Vrchlabí             | 2                       | HC Slovan Ústečtí Lvi | 4 |            |            |  |  |        |        |
|  |                         |                         | HC Slovan Ústečtí Lvi | 4 |            |            |  |  |        |        |
|  |                         | HC Rebel Havlíčkův Brod | 0                     |   |            |            |  |  |        |        |
|  | HC Olomouc              | HC Rebel Havlíčkův Brod | 0                     | 2 |            |            |  |  |        |        |
|  | HC Olomouc              |                         |                       | 2 |            |            |  |  |        |        |
|  | HC Rebel Havlíčkův Brod | 4                       |                       |   |            |            |  |  |        |        |
|  | HC Rebel Havlíčkův Brod | 4                       | HC Slovan Ústečtí Lvi | 4 |            |            |  |  |        |        |
|  |                         |                         | HC Slovan Ústečtí Lvi | 4 |            |            |  |  |        |        |
|  |                         | KLH Chomutov            | 0                     |   |            |            |  |  |        |        |
|  | HC Dukla Jihlava        | KLH Chomutov            | 0                     | 4 |            |            |  |  |        |        |
|  | HC Dukla Jihlava        |                         |                       | 4 |            |            |  |  |        |        |
|  | Orli Znojmo             | 2                       |                       |   |            |            |  |  |        |        |
|  | Orli Znojmo             | 2                       | HC Dukla Jihlava      | 0 |            |            |  |  |        |        |
|  |                         |                         | HC Dukla Jihlava      | 0 |            |            |  |  |        |        |
|  |                         | KLH Chomutov            | 4                     |   |            |            |  |  |        |        |
|  | KLH Chomutov            | KLH Chomutov            | 4                     | 4 |            |            |  |  |        |        |
|  | KLH Chomutov            |                         |                       | 4 |            |            |  |  |        |        |
|  | HC VCES Hradec Králové  | 1                       |                       |   |            |            |  |  |        |        |
|  | HC VCES Hradec Králové  | 1                       |                       |   |            |            |  |  |        |        |

### Čtvrtfinále
- KLH Chomutov - HC VCES Hradec Králové 3 : 1 (0:0, 1:1, 2:0)
- KLH Chomutov - HC VCES Hradec Králové 5 : 2 (0:0, 2:1. 3:1)
- HC VCES Hradec Králové - KLH Chomutov 3 : 1 (0:1, 2:0, 1:0)
- HC VCES Hradec Králové - KLH Chomutov 3 : 5 (1:2, 1:1, 1:2)
- KLH Chomutov - HC VCES Hradec Králové 6 : 2 (1:0, 3:1, 2:1)
- Konečný stav série 4 : 1 pro KLH Chomutov

- HC Slovan Ústečtí Lvi - HC Vrchlabí 4 : 2 (0:1, 2:0, 2:1)
- HC Slovan Ústečtí Lvi - HC Vrchlabí 0 : 1 SN (0:0, 0:0, 0:0 - 0:0)
- HC Vrchlabí - HC Slovan Ústečtí Lvi 3 : 2 (0:0, 1:0, 2:2)
- HC Vrchlabí - HC Slovan Ústečtí Lvi 1 : 2 PP (0:1, 1:0, 0:0 - 0:1)
- HC Slovan Ústečtí Lvi - HC Vrchlabí 5 : 0 (1:0, 2:0, 2:0)
- HC Vrchlabí - HC Slovan Ústečtí Lvi 3 : 4 (0:0, 3:1, 0:3)
- Konečný stav série 4 : 2 pro HC Slovan Ústečtí Lvi

- HC Dukla Jihlava - Orli Znojmo 3 : 2 PP (0:0, 1:0, 1:2 - 1:0 )
- HC Dukla Jihlava - Orli Znojmo 3 : 1 (1:1, 0:0, 2:0)
- Orli Znojmo - HC Dukla Jihlava 1 : 0 (0:0, 0:0, 1:0)
- Orli Znojmo - HC Dukla Jihlava 1 : 0 (0:0, 1:0, 0:0)
- HC Dukla Jihlava - Orli Znojmo 2 : 0 (0:0, 1:0, 1:0)
- Orli Znojmo - HC Dukla Jihlava 1 : 4 (1:1, 0:1, 0:2)
- Konečný stav série 4 : 2 pro HC Dukla Jihlava

- HC Olomouc - HC Rebel Havlíčkův Brod 3 : 4 (0:2, 1:1, 2:1)
- HC Olomouc - HC Rebel Havlíčkův Brod 1 : 2 (0:1, 0:0, 1:1)
- HC Rebel Havlíčkův Brod - HC Olomouc 3 : 2 (1:2, 1:0, 1:0)
- HC Rebel Havlíčkův Brod - HC Olomouc 2 : 3 (1:0, 1:0, 0:3)
- HC Olomouc - HC Rebel Havlíčkův Brod 4 : 0 (0:0, 2:0, 2:0)
- HC Rebel Havlíčkův Brod - HC Olomouc 7 : 2 (2:0, 1:2, 4:0)
- Konečný stav série 4 : 2 pro HC Rebel Havlíčkův Brod

### Semifinále
- 1. utkání - HC Slovan Ústečtí Lvi - HC Rebel Havlíčkův Brod 4 : 2 (3:0, 1:2, 0:0)
- 2. utkání - HC Slovan Ústečtí Lvi - HC Rebel Havlíčkův Brod 4 : 2 (0:1, 1:1, 3:0)
- 3. utkání - HC Rebel Havlíčkův Brod - HC Slovan Ústečtí Lvi 4 : 5 (3:0, 1:2, 0:3)
- 4. utkání - HC Rebel Havlíčkův Brod - HC Slovan Ústečtí Lvi 2 : 5 (1:2, 1:1, 0:2)
- Konečný stav série 4 : 0 pro HC Slovan Ústečtí Lvi

- 1. utkání - KLH Chomutov - HC Dukla Jihlava 3 : 1 (0:0, 1:0, 2:1)
- 2. utkání - KLH Chomutov - HC Dukla Jihlava 6 : 0 (4:0, 1:0, 1:0)
- 3. utkání - HC Dukla Jihlava - KLH Chomutov 1 : 5 (0:1, 1:1, 0:3)
- 4. utkání - HC Dukla Jihlava - KLH Chomutov 3 : 4 SN (2:2, 0:1, 1:0 - 0:0 - 0:1)
- Konečný stav série 4 : 0 pro KLH Chomutov

### Finále
- HC Slovan Ústečtí Lvi - KLH Chomutov 2 : 1 (0:0, 2:0, 0:1)
- HC Slovan Ústečtí Lvi - KLH Chomutov 5 : 4 (3:1, 0:1, 2:2)
- KLH Chomutov - HC Slovan Ústečtí Lvi 2 : 3 (1:0, 1:1, 0:2)
- KLH Chomutov - HC Slovan Ústečtí Lvi 1 : 4 (0:0, 1:3, 0:1)
- Konečný stav série 4 : 0 pro HC Slovan Ústečtí Lvi, který tak postoupil do baráže o extraligu

## Baráž o 1. ligu
| Poř. | Tým                          | Z | V | VP | R | PP | P | Skóre | B  |
| ---- | ---------------------------- | - | - | -- | - | -- | - | ----- | -- |
| 1    | Salith Šumperk               | 8 | 6 | 1  | 0 | 0  | 1 | 42:31 | 20 |
| 2    | HC Most                      | 8 | 5 | 0  | 0 | 1  | 2 | 42:34 | 16 |
| 3    | HC Chrudim                   | 8 | 3 | 0  | 0 | 2  | 3 | 30:32 | 11 |
| 4    | KLH Vajgar Jindřichův Hradec | 8 | 2 | 1  | 0 | 0  | 5 | 28:37 | 8  |
| 5    | IHC KOMTERM Písek            | 8 | 1 | 1  | 0 | 0  | 6 | 21:29 | 5  |

- Týmy Chrudimi a Písku sestoupily do dalšího ročníku 2. ligy. Místo nich si právo účasti v 1. lize vybojovaly celky Šumperka a Mostu. Písek si koupil licenci od Vrchlabí, které deklarovalo konec hokeje ve městě. Písek se tak bude hrát v sezóně 2011/2012 první hokejovou ligu.

- 10.03.2011	HC Chrudim - Salith Šumperk 7 : 4
- 10.03.2011	IHC KOMTERM Písek - KLH Vajgar Jindřichův Hradec 2 : 4
- 12.03.2011	HC Chrudim - IHC KOMTERM Písek 1 : 2SN
- 31.03.2011	Salith Šumperk - HC Most 9 : 8
- 14.03.2011	IHC KOMTERM Písek - Salith Šumperk 1 : 2
- 24.03.2011	HC Most - KLH Vajgar Jindřichův Hradec 7 : 4
- 16.03.2011	Salith Šumperk - KLH Vajgar Jindřichův Hradec 5 : 2
- 16.03.2011	HC Chrudim - HC Most 6 : 4
- 19.03.2011	HC Most - IHC KOMTERM Písek 7 : 3
- 19.03.2011	KLH Vajgar Jindřichův Hradec - HC Chrudim 2 : 6
- 21.03.2011	Salith Šumperk - HC Chrudim 5 : 1
- 21.03.2011	KLH Vajgar Jindřichův Hradec - IHC KOMTERM Písek 3 : 2
- 23.03.2011	HC Most - Salith Šumperk 4 : 5 PP
- 23.03.2011	IHC KOMTERM Písek -	HC Chrudim 6 : 3
- 26.03.2011	Salith Šumperk - IHC KOMTERM Písek 6 : 3
- 26.03.2011	KLH Vajgar Jindřichův Hradec - HC Most 3 : 5
- 28.03.2011	KLH Vajgar Jindřichův Hradec - Salith Šumperk 5 : 6
- 28.03.2011	HC Most - HC Chrudim 4 : 2
- 30.03.2011	HC Chrudim - KLH Vajgar Jindřichův Hradec 4 : 5 SN
- 30.03.2011	IHC KOMTERM Písek - HC Most 2 : 3